# テストドライブ アンリミテッド 2
『テストドライブ アンリミテッド 2』(Test Drive Unlimited 2 略称：TDU2) は、Eden Gamesが開発したゲームソフト。
ドライビングシミュレーター『テストドライブ』メインシリーズの10作目で、『テストドライブ アンリミテッド』の続編にあたる。続編に『テストドライブ アンリミテッド ソーラークラウン』がある。
日本以外では2011年2月にAtariより発売された。日本ではMicrosoft Windows XP/Vista/7版・Xbox 360版・PlayStation 3版が2011年6月30日にサイバーフロントより発売された。日本版は全機種においてテキスト・音声共に日本語にローカライズされている。

## 概要
舞台は、前作のハワイ州オアフ島に加え、新たにスペインの保養地であるイビサ島が追加された。前作同様、道路や観光スポットなどがオープンワールドとして構築されており、島内は暗転などなくシームレスに走行可能。道路だけではなく、山や森、砂浜や建物の敷地内といった場所もプレイヤーの意思で自由にドライブできる。レースなどのチャレンジが島中に用意されているが、スピードを競うだけではなく、島内を自由にドライブして遊べる点が、他の一般的なレースゲームと大きく異なるポイントである。
また、オアフ島も前作より道路が増えたり（オフロードなど）、施設が変わっていたりしており、自由度が向上している。
作中では実在する25社以上の車に乗ることができる。
前作同様、M.O.O.R. (Massively Open Online Racing) というシステムが特徴で、オンラインで遊ぶと、ドライブ中に最大で8人までのプレイヤーとマッチングできる。ただし、オンラインのサーバはそれぞれのプラットフォームで独立しているため、例えばXbox 360とPS3のプレイヤー同士で遊べるようにはなっていない。なお、全機種においてボイスチャットに対応している。2013年にサイバーフロントが解散したことにより、現在ではオンラインサービスは終了している為、現在オンラインで遊ぶことは出来ない。
プレイヤーだけではなく一般車両も道路を走っており、時と場合に応じて車線を変えたり、赤信号では停止したりする。ただし人間は歩いていない。
ドライブ画面では画面左下にGPSが表示され、場所を指定しカーナビとして用いることができる他、走行したことのある道路は指定するだけで直接移動することができる。前作のXbox 360版には紙媒体でハワイオアフ島マップが同梱されていたが、今作は紙媒体のマップは同梱されていない。
今作は、施設内であればアバターを操作することが可能となった。ストーリーも存在する。
また、新たに時間と天候の概念が加わったため、前作にはなかった夜や雨のドライブも楽しむことができる。

## ゲーム内容

### 全般
島内に数多く用意されたイベントの場所に行くことでレースなどに挑戦できる。イベントのある道路を走行するとマップ画面にアイコンが表示され、アイコンを選択することで直接挑戦することもできる。イベントは、1人用のシングルプレイヤー専用のものと、オンライン用のマルチプレイヤー専用のものがある。
前作とは異なり、指定のレースに参加するためには各レベルに合わせたライセンスの取得が必要となっている。
主人公が購入できる家にはガレージが付いているが物件により駐車台数に限りがある。
自分の車両が事故で破損した場合は、自宅に戻るか、イベントを発生させると自動的に修復される。また、車の汚れは洗車場に行くか私邸のガレージに止めれば、自動的に洗車される。

### レース
コースの走行でタイムなどを競い、賞金を得るイベント。次の3タイプがあり、シングルプレイヤーの他、マルチプレイヤー用、クラブ用のイベントもある。
レース（シングルプレイヤー・マルチプレイヤー・クラブ）
他の車と一定のコースを走り抜け、1位を目指す。ループしたコースを数回周回するものもある。
スピード（シングルプレイヤー・マルチプレイヤー・クラブ）
いくつか設置されているレーダーを通過した時点での速度の平均を競う。スタート後一定時間内の最高速度を競うものもある。
タイムアタック（シングルプレイヤー）
プレイヤーのみで一定のコースを走り抜け、タイムを競う。ループしたコースを数回周回するものもある。
なお、チャレンジによっては以下の特殊ルールが追加されていることがある。
ドライビングゲージ
コースアウトや接触時に減少していき、0になってしまうとその場で強制終了（タイムアタックやレースではチャレンジ失敗、スピードはその時点でのスコアで終了）となる。またタイムアタックやレーダー式のスピードチャレンジ（1つだけ存在する）ではゲージが減少しているとゴール時のスコアにペナルティが付加される。
エリミネータ
一部の周回レースに付加されるルール。周回ごとにその時点の最下位の車が脱落する。

### 爆弾ミッション
島にいる人々の依頼に従い特定のコースを走るイベント。全てシングルプレイヤー用。地図上では爆弾を模した絵で表示される。
ヒッチハイク
路上のヒッチハイカーを乗せ制限時間内に特定の場所へ送り届ける。長距離を走るものが多い。
報酬はお金。
代行運転
依頼人の車を修理工場などへ運転して運ぶ。そのため乗る車は固定されている。制限時間はないがDLCではある。
報酬はお金。ドライビングゲージがあり、ゲージが減るとその分到着後の報酬が減る。1度クリアすると再挑戦不可。
送迎
路上にいる男性から会議の開始時間まで目的地に行ってもらえるように依頼される。
報酬はお金で制限時間がある。
尾行
男性に自分のガールフレンドの運転する車を尾行するように頼まれる。
報酬はお金。ターゲットに近づきすぎると、気づかれて任務失敗になる。
アドレナリン
報酬はお金。

### 施設

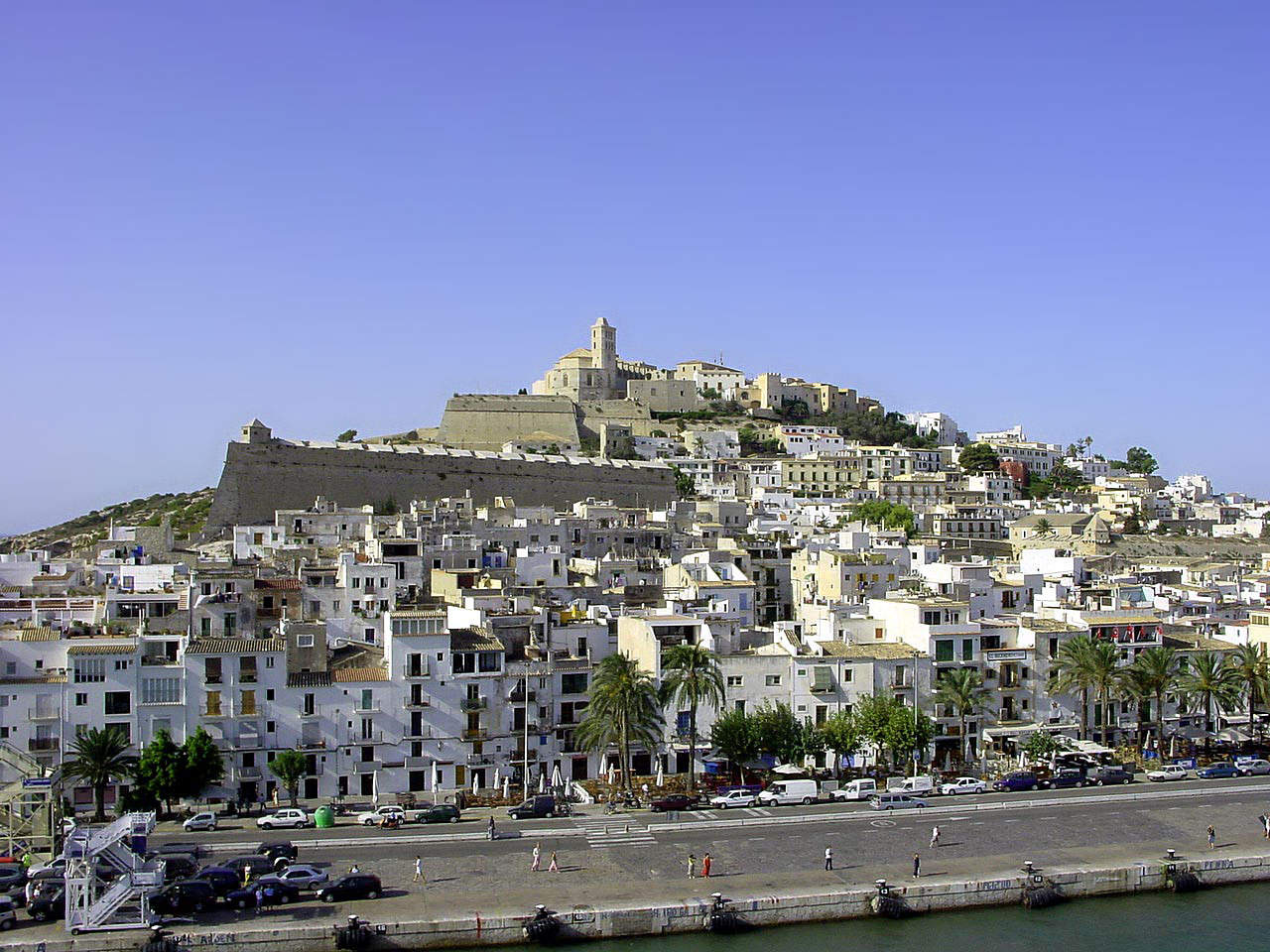
イビサ島の旧市街地

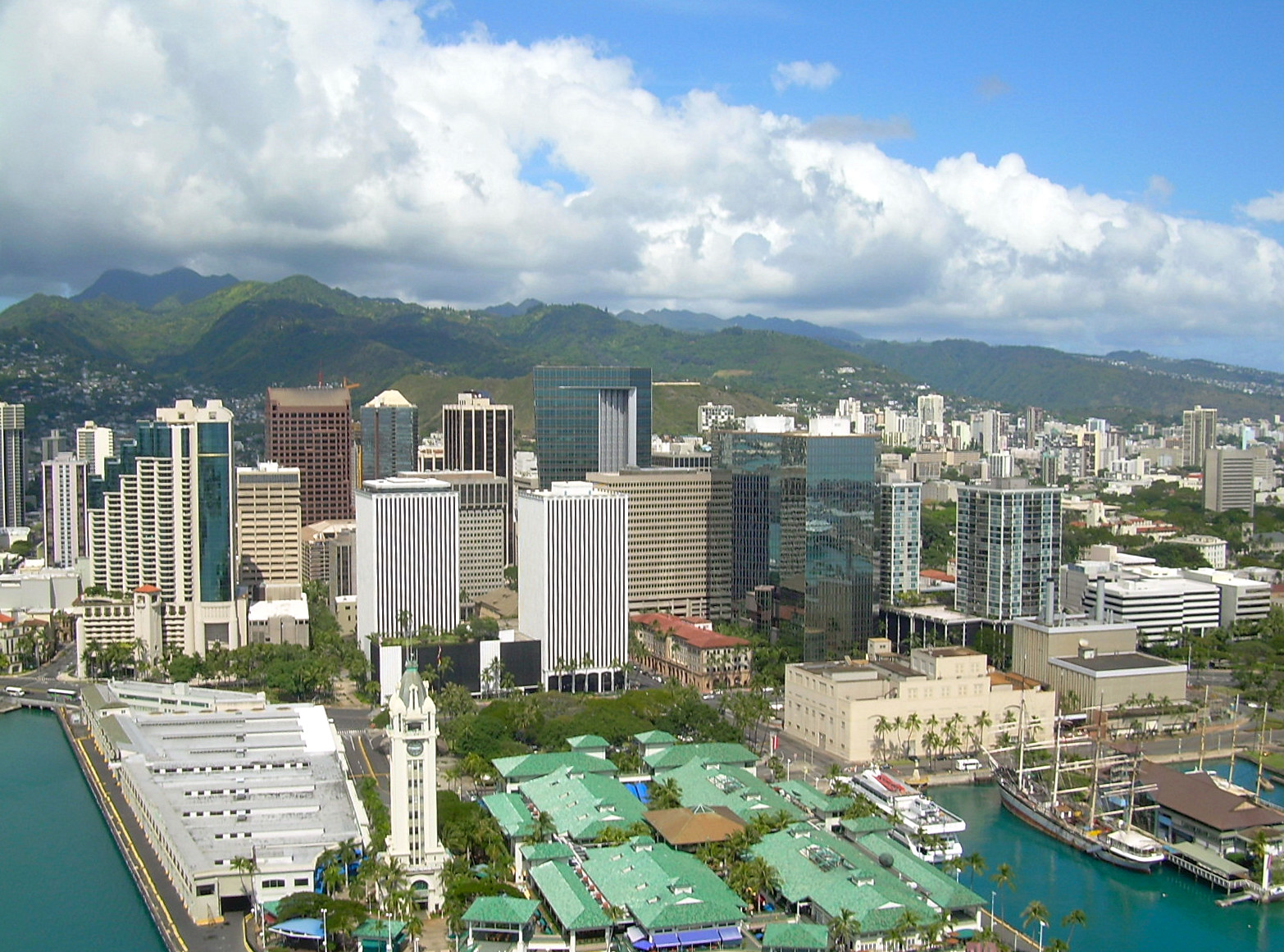
オアフ島のアロハタワー

島には次の店舗や施設がある。店は値段が慨して高め。利用するとディスカバリーレベルが上がる。
ドライビング・スクール
各レベルのライセンスを取得するための自動車学校。スクールはオンロードとオフロード、クラシックに分かれている。
不動産店
物件の売買ができる。
美容外科
顔などを整形できる。
カーディーラー
新車販売店。車の生産国別に店が分かれている
中古車店
各島に1箇所ずつある。展示車両は頻繁に入れ替わる、イビサ島の中古車店はクラシックカーからB3クラスの車までしか売っていない、またオアフ島の中古車店はクラシックカーからA1クラスの車まで販売されていて、オアフ イビサ共通して自分の持っているライセンス以上の中古車は販売されない。
チューニング店
車のクラスにより改造できる工場が異なる。また、そのチューニング店のエリアの散策レベルが上がるにつれより高性能に改造できる。
ステッカー・塗装店
ペイントを変えたりステッカーを貼ることができる。車によってはできないもの、塗装とステッカーの片方のみできる車がある。
洗車場
洗車する。
服店
島に数箇所ある。自分のアバターの着る服が購入できる。
空港
イビサ島とオアフ島との往復するのに利用する。特定のレベルに達すると利用できる。

### ダウンロードコンテンツ
ポーカー・ルーレット・スロットなどのカジノゲームが含まれた「カジノオンライン」やバイクなどがダウンロードコンテンツで有料配信されている。
無料配信コンテンツもある。
日本語版はリリース元のサイバーフロントの解散に伴い2013年1月23日をもって配信終了となった。

## ストーリー・設定

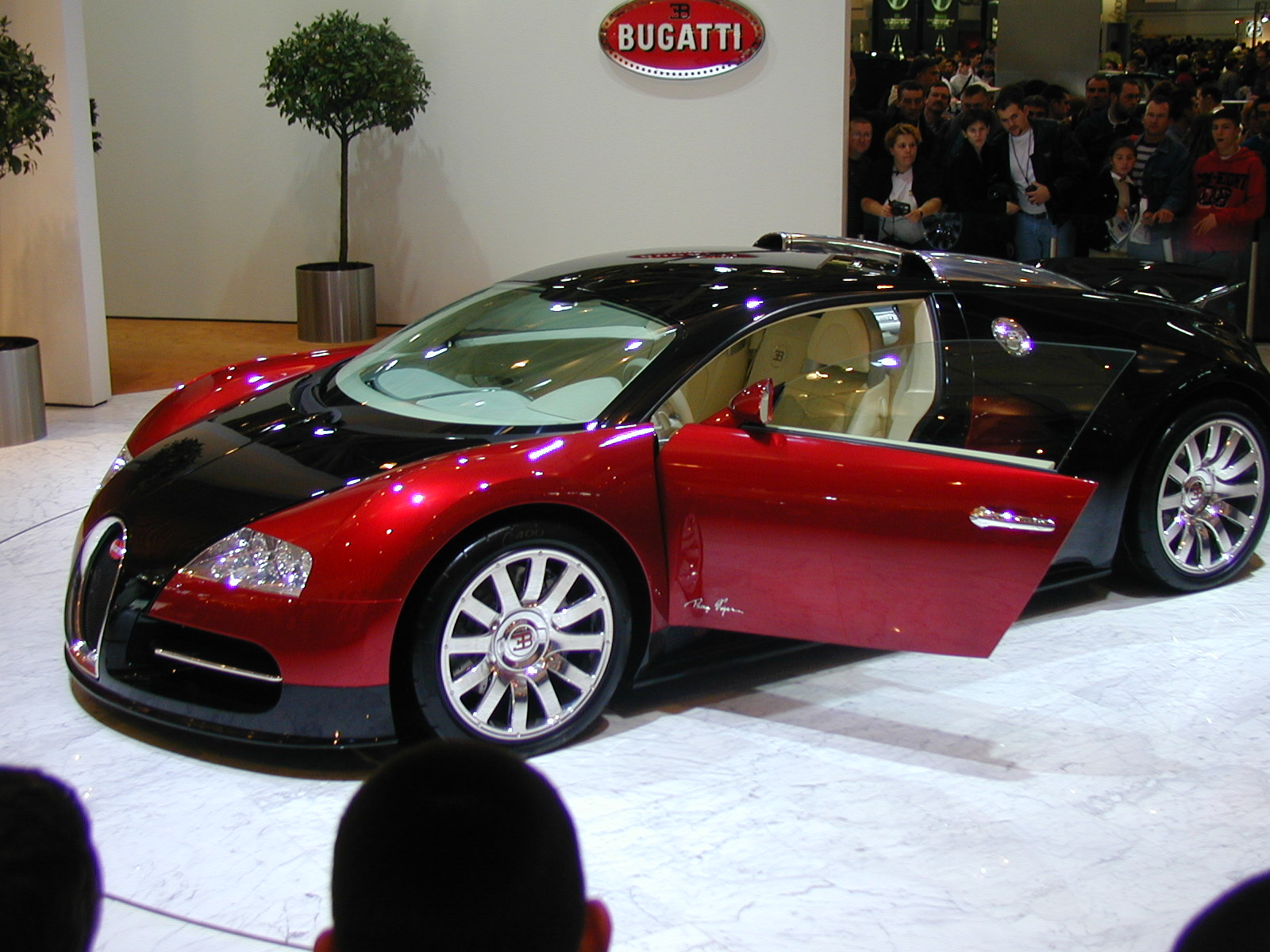
ヴェイロン

駐車場の警備員として勤務していた主人公はとあるきっかけでストリートレーサーになりチャンピオンを目指すことになる。

### キャラクター
主人公
氏名は付けられておらず、ゲーム開始後にプレイヤーが容姿を男女数人から選ぶことになる。黒人、白人、アジア系の顔を選択可能。ゲーム中、美容外科に行っても性別と人種の変更はできない。
マイアミ・ハリス
白人女性。Cクラスでのライバル。C4レベルで乗車しているフォード・マスタングのカラーはかなり奇抜である。C3トーナメントでは、ダックスフントを飼っている様子がうかがえる。
スチュワート・ウィントリー
資産家であり、テスの父。主人公の雇い主でもあり、後半になると、ドラゴンバイナルを施したSLRマクラーレン722Sロードスターやブガッティ・ヴェイロンを運転し、強敵として立ちはだかることとなる。作中太極拳を行っている描写がある。
テス・ウィントリー
ソーラークラウンという番組（イベント）レースの主催者。序盤主人公にフェラーリ・カリフォルニアを誕生日プレゼントとして与えてくれるのがこのテスである（ただし夢オチなので、実際には乗れない）。カリフォルニアの車内で居眠りして、主人公をクビにしかけたが、ドライビングテクニックを見ることでソーラークラウンのレースに参加させる。しかし、当然主人公を見下しているようであり、序盤で主人公に負けた際には号泣した挙句カメラを殴り倒した。以降、父スチュワートと共に強敵として立ちはだかることとなる。
ライアン・ワイルダー
クリスワイルダーの兄弟。スポンサーになっている模様。ダートステージでのライバル。B3クラスでは専用カラーのアウディ・Q7に乗る。
クリス・ワイルダー
ライアンワイルダーの兄弟。

### メーカー
作中に登場する自動車メーカー・ブランドは次のとおり（ABC順）。
| - AC - メルセデスAMG - アリエル - アルファロメオ - アスカリ・カーズ - アストンマーティン - アウディ - クライスラー - シボレー | - フェラーリ - フォード・モーター - ブガッティ・オトモビル - グンペルト・シュポルトヴァーゲン - ケーニグセグ - ゼネラルモーターズ - ランチア - ランドローバー - ロータス・カーズ | - メルセデス・ベンツ - 日産 - パガーニ・アウトモビリ - ルーフ - スバル - スパイカー・カーズ - シェルビー・アメリカン - フォルクスワーゲン |

## 備考
- 日本の交通ルールとは異なり、ハワイでは赤信号でも右折は可能であり[2]、ゲーム中の一般車両もこのルールに従っている。
- 実際のオアフ島ではヒッチハイクは違法行為である[2]。
- 日本版は、北米版とパッケージングのイラストが異なっている。また、アバターが女性の場合、下着姿になれない。
- 通称「マイアミの呪い」が存在する。「マイアミの呪い」とは、まだ所有できる車両の数が限られる序盤のミッションC4HIGHをクリア後、マイアミ・ハリスが愛用している、口紅の柄のステッカーが車両一面に貼られたピンク色のマスタング(マイアミ号とも呼ばれている)を強制的に入手してしまい、その車両を売却することの出来ないというストーリー上の痛手のことである。

## DLC
- 2013年にサイバーフロントが解散したため現在は配信されていない。